# Katherine Dunham
Katherine Mary Dunham (Glen Ellyn, 22 giugno 1909 – New York, 21 maggio 2006) è stata una ballerina, coreografa e antropologa statunitense.
Era conosciuta anche come Kaye Dunn.

## Biografia

### Gli anni della formazione
Proveniente da una famiglia di origine malgascia, Katherine Dunham scoprì la danza al liceo, poi entrò all'università di Chicago nel 1929 per studiare antropologia.
Gli anni trenta per lei rappresentarono un periodo di formazione intellettuale ed artistica. Studiò danza orientale, partecipò a conferenze, prese le sue prime lezioni di danza classica con Mark Tubyfill, un ballerino dell'Opera di Chicago (oltre che pittore e poeta) col quale entrò in società. Dalla loro collaborazione nacque il Ballet Nègre, una formazione di breve durata che si esibirà a Chicago nel 1931. Fu in questa città che la Dunham realizzò la sua prima coreografia: Negro Rhapsody. 
Pur proseguendo i propri studi universitari, iniziò il suo primo percorso pedagogico e insegnò ad allievi destinati a formare il nucleo del futuro Negro Dance Group, creato nel 1934. Contemporaneamente studiò con Olga Speranzeva, un'artista russa formatasi nell'ambito della danza classica, vecchia allieva di Mary Wigman. Grazie a Turbyfill incontrò anche Ruth Page, direttrice del Balletto dell'Opera di Chicago che, nel 1934, l'inviterà ad esibirsi come solista in un balletto da lei coreografato su un tema musicale della Martinica, La Guillablesse (1933). La visibilità della sua compagnia e del suo lavoro aumentò tra la comunità artistica di Chicago. 
Nel 1935 suscitò l'attenzione della Fondazione Rosenwald e ottenne una borsa di studio che le permise di partire per i Caraibi. Melville Herskovits, che nel 1941 pubblicherà The Myth of the Negro Past, sulla persistenza culturale africana, era intanto diventato il suo mentore. Sulla linea di William E. B. Du Bois e di Charles S. Johnson, egli desiderava utilizzare le proprie ricerche per influenzare positivamente l'opinione pubblica sulle potenzialità degli afroamericani e contribuire così a placare le tensioni sociali. Le sue idee influenzeranno in modo determinante la motivazione filosofica del lavoro universitario e artistico della Dunham, che cercherà l'integrazione della comunità nera piuttosto che la sua assimilazione, presentandosi come precorritrice del futuro multiculturalismo. Nel 1936 Katherine Dunham conseguì finalmente la laurea, discutendo la tesi Dances of Haiti, poi data alle stampe.
I suoi studi di antropologia le avevano già confermato che la danza è molto più di una semplice attività fisica e che fa parte integrante della struttura sociale di un popolo. Durante il suo soggiorno ai Caraibi osservò le commistioni tra danza di origine africana e danze occidentali, sintesi che costituiranno una delle principali caratteristiche delle sue coreografie. Proseguì le sue ricerche in Martinica e a Trinidad sulle pratiche riguardanti la divinità africana Shango, prima di essere assorbita dalla cultura di Haiti. Si impegnò inoltre ad esaminare i legami formali e funzionali tra la danza, i riti dei Caraibi e le loro origini africane, scoprendo che esteriorizzare l'energia e le emozioni ha diverse funzioni: catartica, ludica, di preparazione alla guerra, di selezione sessuale e di coesione sociale e culturale.

### Sistematizzazione degli studi e produzione artistica
La sua esperienza di danzatrice le permise di essere un osservatore-attore capace di entrare nelle danze e nei rituali dei popoli di cui conquistò l'intimità e condivise il modo di vivere.
Fin dal suo ritorno negli Stati Uniti, nel 1936, insieme alla tesi, pubblicò alcuni articoli; quindi tenne conferenze prima di dedicarsi definitivamente alla danza e di realizzare spettacoli che con grande creatività utilizzavano il materiale etnografico mescolando, per la prima volta, danza e folklore rituale. Secondo Sally Banes, la Dunham "flirta con l'esotismo" come aveva fatto Ruth St Denis nella generazione precedente, presentando come materiali da spettacolo degli elementi derivati da danze sociali e sacre di altre culture. La Dunham lo faceva, tuttavia, basandosi sulle sue ricerche antropologiche, nel desiderio di distanziarsi dalle danze esotiche e lascive esibite nei night-club e dalla messa in scena del primitivo presentata in certi cabaret.
Sotto l'egida del programma WPA impostato dal New Deal, lavorò con scrittori e antropologi e contribuì ad una serata del Federal Theatre Project creando Ag'Ya nel 1938, uno degli esempi di balletto in cui presentava una certa cultura grazie alla rappresentazione di un tipo di vita particolare e delle credenze che la sottendono.
Alla fine degli anni trenta si stabilì a New York, dove proseguì le proprie esperienze. Le sue composizioni sceniche manifestarono sempre una ricerca permanente di utilizzazione dello spazio. Il concetto di ritmo fu l'elemento centrale del suo approccio e nelle sue produzioni ella attribuiì un ruolo sempre più importante ai percussionisti. La sua danza era molto stilizzata: la Dunham ebbe sempre comunque la cura di conservare i temi musicali, i ritmi e la psicologia dei popoli da lei descritti. Depurò fino all'essenziale il proprio modello danzato ma dedicando un'attenzione decisamente particolare ai costumi, alle maschere e ad altri elementi della scenografia, allo scopo di cogliere il senso culturale nella sua globalità. A chi la rimproverava di tradire l'autenticità di certe danze a beneficio della teatralità, risponderà che la sua intenzione non era quella di riprodurre la realtà, ma di svelare il senso nascosto delle cose che si vedono.

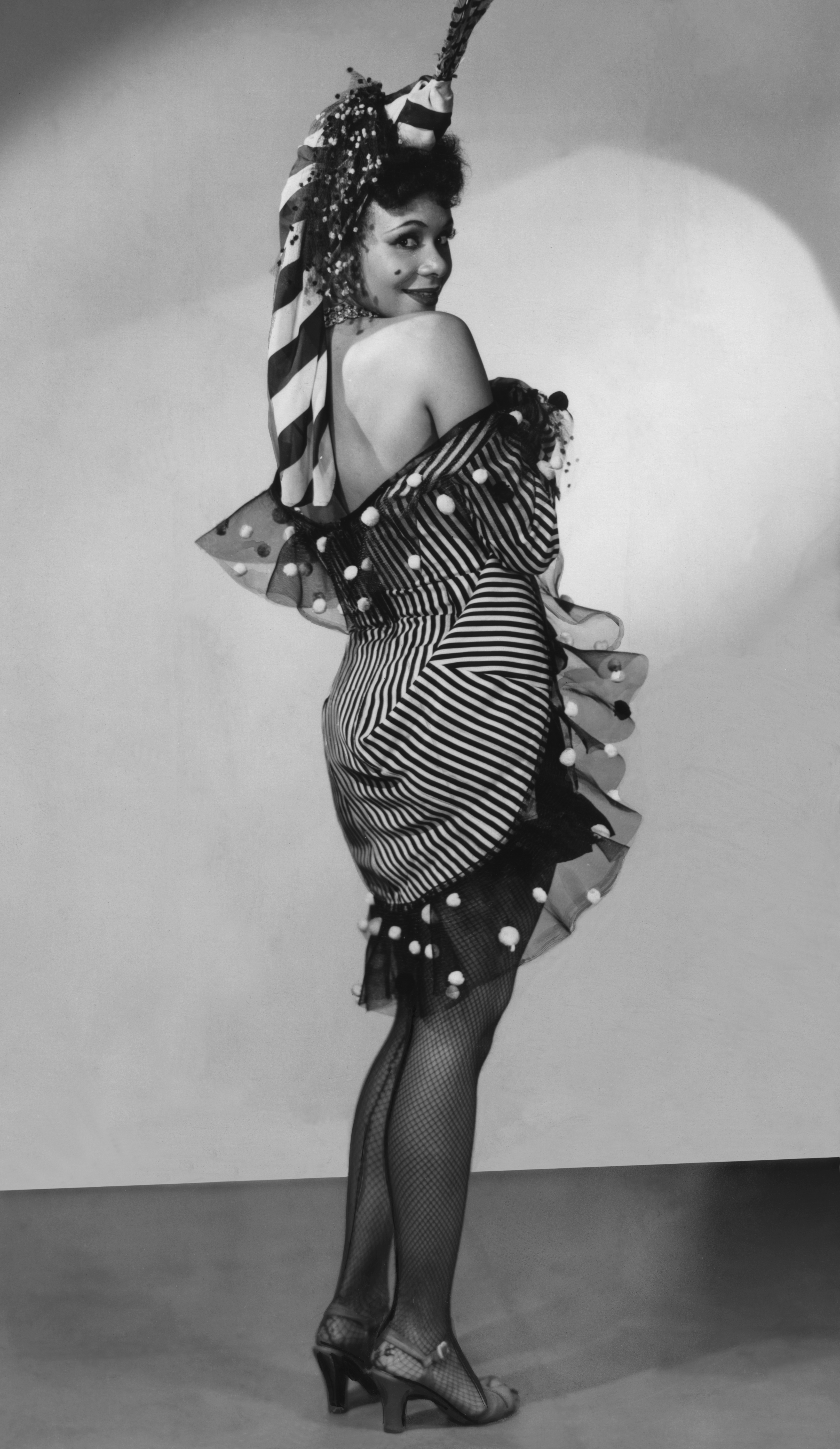
Katherine Dunham in Tropical Revue

Pur disapprovando il lavoro degli artisti afro-americani che si esibivano nei vaudeville, passò con facilità allo spettacolo leggero. Nel 1939 creò le coreografie di Pins and Needles, una rivista musicale prodotta da Louis Shaffer, il direttore del New York's Labor Stage. Ne ottenne vantaggi economici che le permisero di presentare la prima di queste riviste-recital a Broadway: Tropics ovvero il Jazz Hot: From Haiti to Harlem (1940), vero caleidoscopio di danze, strumenti e canti prodotti da culture diverse, senza dimenticare le danze rituali rurali e urbane della cultura nera americana, come lo shimmy, il black bottom, lo shorty george e il cakewalk, presenti nel jazz hot.
Nello stesso anno interpretò il ruolo di Georgia Brown nella commedia musicale Cabin in the sky (1940), di cui curò anche le coreografie in collaborazione con George Balanchine, prima di iniziare una serie di tournée per presentare le proprie creazioni in night club e a Broadway. Collaborò inoltre a commedie musicali cinematografiche come Carnival of Rhythms (1941), Pardon My Sarong e Star Spangled Rhythm (1942) e il celebre Stormy Weather (1943).
Produsse contemporaneamente una delle sue opere principali, Tropical Revue, spettacolo costruito su suites di danza fra cui Choros, Rara Tonga, Plantation dances e il famoso Rites de passages, sui rituali di pubertà, di fecondità e di morte. Questo balletto scatenò reazioni estreme da parte della critica. La sensualità dei movimenti veniva infatti all'epoca percepita come sovversiva e il loro intrecciarsi a elementi facilmente identificabili di danza moderna o di danza classica era intollerabile per i critici. Inoltre venivano messi in scena personaggi femminili di regine, matriarche o leader religiose, con l'intenzione di trasmettere l'immagine di una donna nera seducente e sessualmente coinvolgente grazie alla sua energia e al suo potere, decisamente lontana dalle immagini stereotipate e grottesche della "mammy", della "Jezabel" o della domestica cinematografica con cui era cresciuta tutta una generazione di americane. Katherine Dunham, proprio come Joséphine Baker, presentò le donne nere come individui dotati di sessualità e di dignità, non come semplici oggetti sessuali.
Negli anni 40 e 50 la Dunham fu anche attrice cinematografica lavorando sia in pellicole hollywoodiane sia in film europei: verrà scelta soprattutto per impersonare insegnanti di danza, oppure nel ruolo di sé stessa come ad esempio in Botta e risposta, diretto da Mario Soldati.

### LaKatherine Dunham School of Arts and Research
Oltre a creare spettacoli, concentrò la propria energia su un progetto educativo ambizioso, cioè quello di codificare le proprie idee sulla danza e sulla cultura. Nel 1945 inaugurò a New York la Katherine Dunham School of Dance and Theatre, diventata poi la Katherine Dunham School of Arts and Research, che resterà attiva fino al 1954 ("Voglio una scuola a New York dove io possa formare dei danzatori nell'ambito dei ritmi primitivi", dichiarò nel 1941, "voglio dare lezioni di antropologia, di etnologia e di danza. E naturalmente voglio danzare. Io non sono interessata alle pratiche di danza in sé. La danza mi interessa soltanto come strumento di educazione e di conoscenza dei popoli").
Il cursus di questa scuola interrazziale gestita come un'università, proponeva corsi di tecnica classica e moderna, di "danza primitiva", di Tip-tap, di arti marziali, ma anche di storia della danza, notazione, antropologia, filosofia, estetica, religione, lingue, teatro e percussioni.
A partire da tre concetti fondamentali - forma e funzione, comunicazione interculturale, socializzazione attraverso le arti - creò la Tecnica Dunham, codificata a partire dal 1942, che integrava i movimenti derivati dalla danza classica a elementi afro-caraibici.
Pur dedicando tempo ed energia nella propria scuola, la Dunham continuò a creare colorate produzioni per Broadway: Windy City (1946), Bal Nègre (1946), Caribbean Rhapsody (1948), ed effettuò quindi le proprie tournée internazionali. Si esibì dapprima a Londra, poi a Parigi nel 1948.
Sarà consulente artistica del primo Festival mondiale delle arti nere in Senegal nel 1966, poi nel 1967, in un periodo storico particolarmente violento, si impegnerà personalmente coi giovani dei ghetti di East St. Louis (Missouri), fondando il Performing Arts Training Center, dove metterà in pratica alcune delle proprie idee sulla funzione sociale della danza.

### Morte
Katherine Dunham morì all'età di 96 anni nel maggio 2006.

## Vita privata
Si sposò due volte. Il primo matrimonio si concluse col divorzio. Insieme al secondo marito, che l'avrebbe poi lasciata vedova nel 1986, adottò una bambina francese, Marie-Christine.

## Filmografia
- Carnival of Rhythm, regia di Stanley Martin (1941)
- Signorine, non guardate i marinai (Star Spangled Rhythm), regia di George Marshall e A. Edward Sutherland (1942)
- Stormy Weather, regia di Andrew L. Stone (1943)
- Casbah, regia di John Berry (1948)
- Botta e risposta, regia di Mario Soldati (1950)
- Mambo, regia di Robert Rossen (1954)

## Pubblicazioni
- Vodu. Le danze di Haiti, a cura di Stefano De Matteis, prefazione di Claude Lévi-Strauss, Milano, Ubulibri, 1990.
- A Touch of Innocence: A Memoir of Childhood. University of Chicago Press, Chicago 1994, ISBN 0-226-17112-4.
- Equality for a Lightning Bug: A Small Collection of Poems by Katherine Dunham. Authorhouse, 2004, ISBN 1-4184-0495-0.